# اردشیر یکم کوشانشاه
اردشیر یکم کوشانشاه (حکومت: ۲۳۳–۲۴۵ میلادی) نخستین شاهزاده ساسانی بود که پس از تصرف بخش‌هایی از شاهنشاهی کوشان توسط اردشیر بابکان، بنیانگذار سلسله ساسانی، به عنوان فرمانروای کوشانشهر منصوب شد. او از سال ۲۳۳ تا ۲۴۵ میلادی بر مناطق بلخ، سغد، و گنداره حکومت کرد. اردشیر (پارسی باستان: آرتَخشَچا Artaxšaçā، از ریشه رتَخشَسه Ṛtaxšaca) به معنیِ دارندهٔ شاهیِ عادلانه است.

## پیشینه تاریخی
پس از فتح بخش‌هایی از شاهنشاهی کوشان توسط اردشیر بابکان در سال ۲۲۵ میلادی، اردشیر یکم به عنوان نخستین کوشانشاه منصوب شد. این عنوان نشان‌دهنده‌ی حاکمیت ساسانیان بر مناطق شرقی امپراتوری، به‌ویژه در بلخ و گنداره، بود.

## سکه‌ها و آثار تاریخی
از اردشیر یکم کوشانشاه سکه‌هایی به‌جا مانده است که او خود را بر روی آن‌ها کوشانشاه معرفی کرده‌است. این سکه‌ها در شهرهایی مانند مرو و بلخ ضرب شده‌اند و نشان‌دهنده‌ی حاکمیت او بر این مناطق هستند.

## جانشینی
پس از مرگ اردشیر یکم در سال ۲۴۵ میلادی، پیروز یکم کوشانشاه به عنوان جانشین او منصوب شد و حکومت ساسانیان بر مناطق شرقی ادامه یافت.